# Mollete (cocina mexicana)
En México, el mollete es una preparación culinaria que consiste en un pan tipo bolillo o telera cortado por la mitad longitudinalmente y untado con frijoles refritos, y luego gratinado con queso fresco en el horno. Sobre esta base se pueden agregar pico de gallo, aguacate, rajas, chorizo o huevo frito, así como cátsup u otras salsas (como verde o roja). Es típico del desayuno mexicano, especialmente en el centro y norte del país. 
No se debe confundir el mollete con la torta, que sería la misma idea pero el pan se vuelve a cerrar, en vez de servirse abierto en mitades. Los molletes que se cubren con chilaquiles se denominan «tecolotes». También hay molletes dulces, hechos con mantequilla y azúcar.
En Oaxaca, el mollete es un tipo de pan dulce de trigo, condimentado con anís y ajonjolí.